# Yousef El-Ghoul
Youssef Mohammed El-Ghoul (ou يوسف محمد الغول) est un ancien arbitre de football libyen, né le 1er juin 1936.

## Carrière d'arbitre
Il a officié dans trois compétitions majeures :
- CAN 1976 (2 matchs)
- CAN 1978 (finale)
- Coupe du monde de football de 1982 (1 match)